# Васильковская управа
Васильковская управа — одна из ветвей Южного общества декабристов. Действовала с 1823 года под руководством С. И. Муравьёва-Апостола и М. П. Бестужева-Рюмина в городе Васильков и окружающем регионе, где был расквартирован Черниговский пехотный полк и соседние части 9-й пехотной дивизии. Объединяла группу участников декабристского движения на Киевщине, в том числе А. Н. Муравьёва, В. И. Враницкого, В. К. Тизенгаузена, И. С. Повало-Швейковского. Выдвигала радикальные антимонархические проекты. Летом 1825 года разработала план мятежа в Лещинском корпусном лагере и похода революционных сил на Киев, Москву, Санкт-Петербург. Рассчитывала на понимание и поддержку П. И. Пестеля, но последний принял решение поручить ей подготовить начало выступления на 1826 год.
По согласованию с руководством Южного общества управа имела отношения с другими противоправительственными организациями на Украине. В 1824 году наладила контакты с польскими тайными организациями, в частности с Патриотическим обществом (1821—1826). В 1825 году приобщила к себе членов Общества соединённых славян. Подготовила и распространяла агитационный «Православный катехизис». Руководители управы возглавили восстание Черниговского полка.